# اچ‌ام‌اس پگاسوس (۱۸۷۸)
اچ‌ام‌اس پگاسوس (۱۸۷۸) (به انگلیسی: HMS Pegasus (1878)) یک کشتی بود که طول آن ۱۷۰ فوت (۵۲ متر) بود. این کشتی در سال ۱۸۷۸ ساخته شد.